# Europese auto in 1916
Dit artikel geeft een overzicht van alle Europese personenwagens geproduceerd in 1916 door een significante autoconstructeur. De auto's staan alfabetisch gerangschikt per merk. Hier staan enkel Europese merken, ongeacht of ze eigendom zijn van een niet-Europees concern. Ook gaat het om constructeurs die algemeen bekend zijn met auto's die algemeen voor het publiek verkrijgbaar zijn. 
| Mercedes |                  | concern:              | Onafhankelijk |
| Mercedes | divisie:         |                       |               |
| Mercedes | merk:            | Mercedes Duitsland    |               |
| Mercedes | model:           | 16/45 Tourer (Knight) |               |
| Mercedes | einde productie: | 1923                  |               |
| Mercedes | productieaantal: | ?                     |               |